# Open delle Puglie 2024 - Doppio
Il doppio femminile del torneo di tennis professionistico Open delle Puglie 2024, facente parte della categoria WTA 125 nell'ambito del WTA 125 2024, si gioca dal 3 al 9 giugno 2024 a Bari, in Italia. Katarzyna Kawa e Anna Sisková erano le campionesse in carica, ma hanno deciso di non partecipare a questa edizione del torneo.
In finale Anna Danilina e Irina Chromačëva hanno sconfitto Angelica Moratelli e Renata Zarazúa con il punteggio di 6-1, 6-3.

## Teste di serie
1. Anna Danilina /  Irina Chromačëva (Campionesse)

1. Quinn Gleason /  Tang Qianhui (semifinale)

## Wildcard
1. Eleonora Alvisi /  Beatrice Ricci (quarti di finale)

## Tabellone

### Legenda
| - Q = Qualificato - WC = Wild card - LL = Lucky loser | - ALT = Alternate - SE = Special Exempt - PR = Protected Ranking | - w/o = Walkover - r = Ritirato - d = Squalificato |

|  | Quarti di finale | Quarti di finale        | Quarti di finale        | Quarti di finale | Quarti di finale |  |  | Semifinali | Semifinali              | Semifinali              | Semifinali                        | Semifinali                        |   |   | Finale | Finale                         | Finale                         | Finale | Finale |  |
|  |                  |                         |                         |                  |                  |  |  |            |                         |                         |                                   |                                   |   |   |        |                                |                                |        |        |  |
|  | 1                | A Danilina I Chromačëva | A Danilina I Chromačëva | 6                | 6                |  |  |            |                         |                         |                                   |                                   |   |   |        |                                |                                |        |        |  |
|  |                  | E Cascino N Dzalamidze  | E Cascino N Dzalamidze  | 0                | 1                |  |  | 1          | A Danilina I Chromačëva | A Danilina I Chromačëva | 6                                 | 6                                 |   |   |        |                                |                                |        |        |  |
|  |                  | I Bara N Podoroska      | I Bara N Podoroska      | 5                | 3                |  |  |            | F Jorge J Kulambaeva    | F Jorge J Kulambaeva    | 2                                 | 2                                 |   |   |        |                                |                                |        |        |  |
|  |                  | F Jorge J Kulambaeva    | F Jorge J Kulambaeva    | 7                | 6                |  |  |            |                         |                         |                                   |                                   |   |   | 1      | Anna Danilina Irina Chromačëva | Anna Danilina Irina Chromačëva | 6      | 6      |  |
|  |                  | A Moratelli R Zarazúa   | A Moratelli R Zarazúa   | 7                | 7                |  |  |            |                         |                         | Angelica Moratelli Renata Zarazúa | Angelica Moratelli Renata Zarazúa | 1 | 3 |        |                                |                                |        |        |  |
|  |                  | L Bronzetti C Rosatello | L Bronzetti C Rosatello | 5                | 5                |  |  |            | A Moratelli R Zarazúa   | A Moratelli R Zarazúa   | 6                                 | 6                                 |   |   |        |                                |                                |        |        |  |
|  | WC               | E Alvisi B Ricci        | E Alvisi B Ricci        | 1                | 5                |  |  | 2          | Q Gleason Q Tang        | Q Gleason Q Tang        | 1                                 | 3                                 |   |   |        |                                |                                |        |        |  |
|  | 2                | Q Gleason Q Tang        | Q Gleason Q Tang        | 6                | 7                |  |  |            |                         |                         |                                   |                                   |   |   |        |                                |                                |        |        |  |